# シャルロット (ルクセンブルク大公)
シャルロット（Charlotte Aldegonde Élise Marie Wilhelmine，1896年1月23日 - 1985年7月9日）は、ルクセンブルク大公（在位：1919年 - 1964年）。ルクセンブルク大公ギヨーム4世の次女。1934年から1968年まで100ルクセンブルク・フラン紙幣に肖像が使用されていた。

## 生涯
1919年、共和制を望む左翼の暴動のため退位した姉マリー＝アデライドに代わって即位した。同年にパルマ公ロベルト1世の子で互いに母方の従兄妹であるフェリックス公子（オーストリア皇后ツィタの弟）と結婚、2男4女をもうけた。
1940年、ルクセンブルクがドイツに占領されるとポルトガルを経てカナダに亡命、1945年に帰国した。
1964年、長男のジャンに大公位を譲位した。
なお、シャルロットは家名をルクセンブルク（リュクサンブール）家と改称したが、ナッサウ＝ヴァイルブルク家の名称は現在でも用いられる。
ルクセンブルク市のクレール・フォンテーヌ広場には、彼女の銅像が建立されている。

## 子女
- ジャン（1921年 - 2019年）- ルクセンブルク大公
- エリザベート（1922年 - 2011年）- ホーエンベルク公フランツ・フェルディナントと結婚
- マリー＝アデライード（1924年 - 2007年）
- マリー＝ガブリエル（1925年 - 2023年）
- シャルル（英語版）（1927年 - 1977年）
- アリックス（1929年 - 2019年）- リーニュ公アントワーヌと結婚